# Caluromysiops irrupta
Caluromysiops irrupta é uma espécie de marsupial da família dos didelfiídeos (Didelphidae), também é conhecida pelos nomes comuns cuíca, cuíca-de-colete e cuíca-amazônica. É a única espécie descrita para o gênero Caluromysiops. Pode ser encontrada na região amazônica em Rondônia no Brasil, e em Madre de Dios e Cuzco, no Peru. Os registros realizados na Colômbia são oriundos possivelmente de animais introduzidos.

## Características
Um marsupial com pelagem longa e densa de cor marrom-acinzentada na região do dorso, apresenta pelagem mais clara na região das laterais, se destaca às manchas escuras presentes no dorso das mãos que seguem pela porção interna dos membros anteriores até o ombro, onde se encontram até as ancas, possui manchas marrom indistintas na região entre o focinho e os olhos.
Considerada uma espécie de porte médio com a presença de cauda preênsil, e marsúpio nas fêmeas, o comprimento cabeça-corpo varia entre 250 mm a 330 mm e o comprimento da cauda varia entre 310 mm a 340 mm.

## Conservação
No âmbito global é uma espécie classificada como 'Pouco preocupante', devido à sua presença em áreas de conservação no Peru. No âmbito brasileiro é classificada pelo Instituto Chico Mendes de Conservação da Biodiversidade (ICMBio) como 'Criticamente em Perigo' já que a única ocorrência registrada da espécie no Brasil foi em 1964, levando à suspeita de que se trata de uma população isolada, e está ocorreu em Rondônia, há cerca de 900 km de distância da área de conservação no Peru, para o ICMBio, a distância e o desmatamento em Rondônia impediriam o contato entre as duas populações.